# Сексуальне проникнення

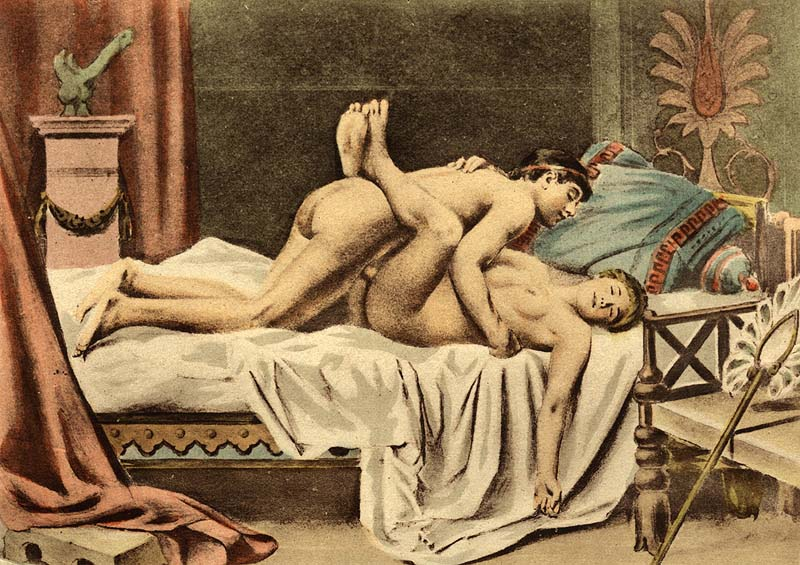
Пенісно-вагінальна пенетрація в місіонерській позі, зображена Едуаром-Анрі Аврілем

Сексуальне проникнення — введення частини тіла або іншого об'єкта в тілесний отвір, як-от рот, піхву або анус, як частина статевої активності людини або статевої поведінки тварин.
Цей термін найчастіше використовується в правознавстві в контексті заборони певних сексуальних дій. Такі терміни, як «статевий акт» частіше зустрічаються в старих законах, тоді як багато сучасних кримінальних статутів використовують термін «сексуальне проникнення», оскільки це широкий термін, що охоплює (якщо не вказано інше) будь-яку форму проникаючої сексуальної активності, у тому числі пальцями або за допомогою предмета, і може включати навіть найменше проникнення. Деякі юрисдикції називають деякі форми сексуального проникнення «актами непристойності» або іншою термінологією.

## Види
Основні:
- Вагінальне: найпоширеніший вид, що включає введення пеніса (вагінальний секс[1][2]), пальців або секс-іграшок у піхву. Кунілінгус не вважається вагінальним проникненням, оскільки зазвичай стимуляція обмежується вульвою. Проте, якщо язик або губи проникають у піхву, це вже можна класифікувати як вагінальне проникнення.
- Анальне: передбачає введення пеніса (анальний секс[3][4]), пальців або секс-іграшок у анус. Анілінгус не вважається проникненням, оскільки язик зазвичай стимулює лише зовнішню частину ануса. Утім, якщо язик проникає всередину ануса, це вже можна віднести до анального проникнення.
- Оральне: включає введення в рот пеніса (феляція), також пальців чи секс-іграшок.

Якщо для проникнення в отвір використовується один або кілька пальців, це називається фінгеринг. Введення кисті, кулака чи руки в піхву або анус — фістингом. Серед секс іграшок найчастіше використовують: фалоімітатор, вібратор, анальну пробку.
Комбіновані:

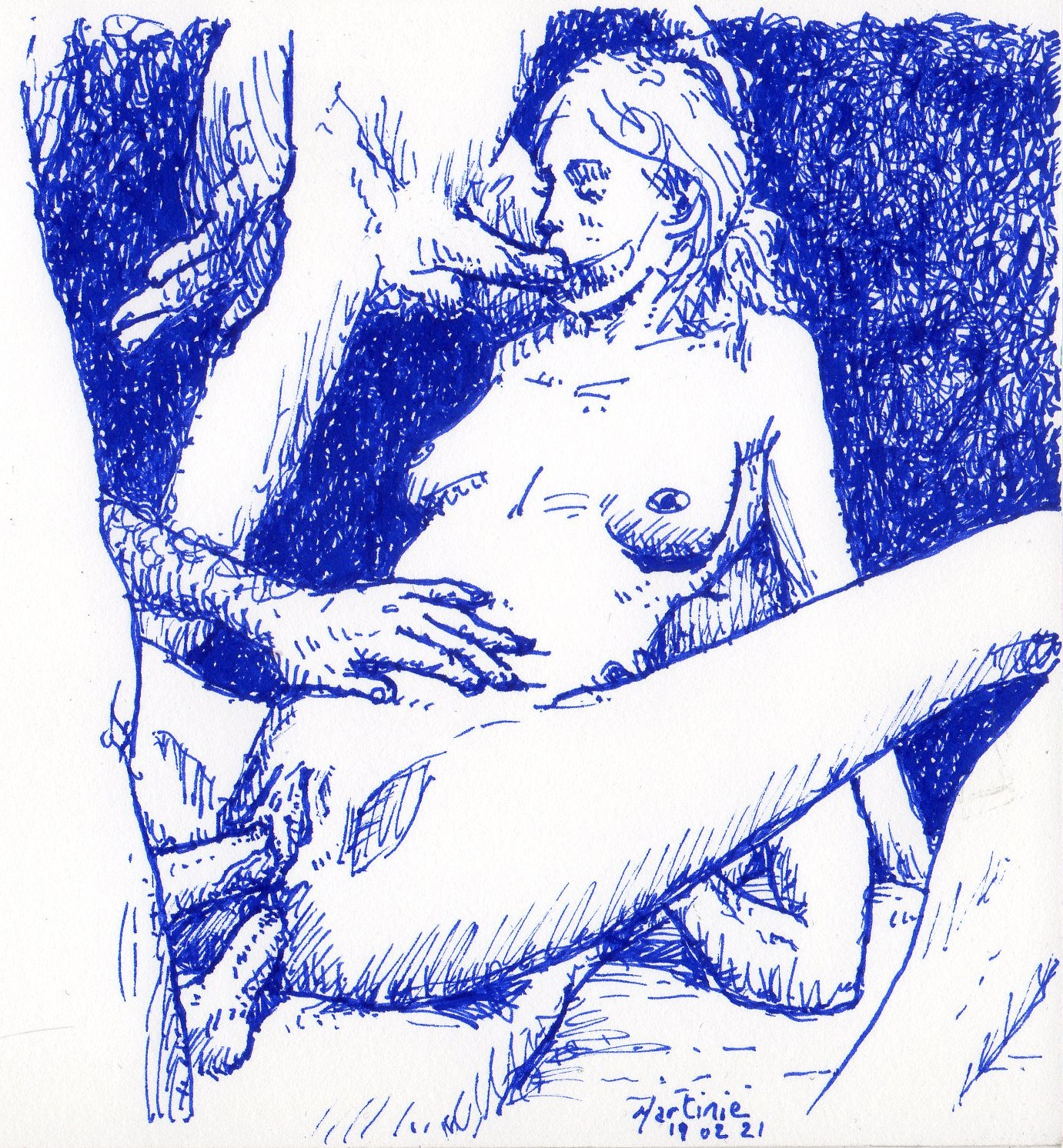
Потрійне проникнення: в піхву, анус та рот.

- Участь двох партнерів: один партнер пенісом проникає в піхву, інший — в анус. Це класичний варіант подвійного проникнення.
- Комбінація партнера та секс-іграшки: партнер може проникати в одну частину тіла (наприклад, у піхву), а в анус вводиться секс-іграшка.
- Використання двох секс-іграшок.
- Подвійний фістинг: обидві руки вводяться одночасно в одну зону або розподіляються між піхвою та анусом.
- Також може бути одночасне введення в одну зону: двох пенісів, пеніса та секс-іграшки, двох секс-іграшок.

## Незаконне проникнення
Статеві злочини з проникненням, як правило, вважаються більш серйозними, ніж сексуальні злочини без проникнення, а сексуальне проникнення щодо дитини тим паче. Дитина, яка не досягла законодавчо встановленого вікусексуальної згоди, не може давати згоду на дії, пов'язані з сексуальним проникненням. У законах термін сексуальне проникнення зазвичай використовується стосовно сексу з дітьми. Незаконне статеве проникнення, як правило, є злочином, незалежно від того, наскільки глибоким було проникнення та незалежно від того, чи мала місце еякуляція сперми.
Закони можуть виділяти окремі форми сексуального проникнення як частину правопорушення. Наприклад, закон штату Орегон США передбачає:
"Незаконне сексуальне проникнення першого ступеня" - це кримінальний злочин, який має місце, коли злочинець "проникає в піхву, анальний отвір або пеніс іншої особи будь-яким предметом, крім пеніса або рота актора", якщо жертва "піддається насильницькому примусу", або їй "менше 12 років", або вона "не здатна дати згоду через психічну ваду, розумову недієздатність або фізичну безпорадність".— Unlawful sexual penetration in the first degree, Oregon Statutes § 163.411
У Сполученому Королівстві сексуальне проникнення до тіла родича є злочином.
Різні форми проникнення іноді вважалися непристойними і заборонялися. Твори, що містять такі проникнення, можуть вважатися порнографією.